# المدرسة الملطية

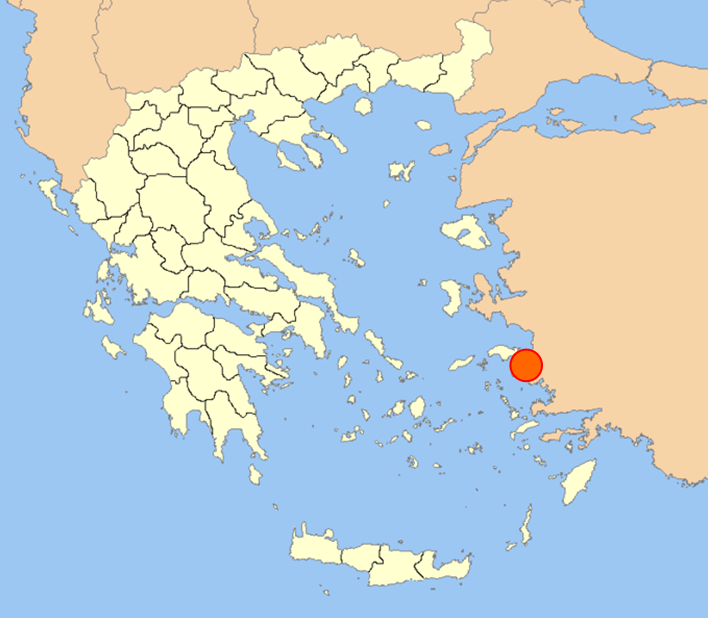
موقع ملطية على الساحل الغربي من للأناضول، موطن تاليس، أناكسيماندر، وأناكسيمينس.

المدرسة الملطية (باليونانية: Σχολή της Μιλήτου، نقحرة: سْخُولِي تِيس مِيلِيتُو)‏ هي مدرسة فلسفية تأسست خلال القرن السادس قبل الميلاد. يمثلها أساسا ثلاثة فلاسفة ينتمون إلى مدينة ملطية الإيونية، على ساحل الأناضول هم: طاليس، أناكسيماندر وأنكسيمانس.
بالإضافة للفلسفة؛ كان لهذه المدرسة اهتما بالهندسة الرياضية وعلم الفلك. قدم مفكرون هذه المدرسة أفكارا جديدة عن الكون (تكوين الكون) والفيزياء وعلم الأحياء، لدرجة أن فلاسفة هذه المدرسة كان  يطلق عليهم في الأصل اسم الفزيائيين.
لايجب الخلط هنا بينها وبين المدرسة الأيونية التي تضم في نفس الوقت الفلاسفة الميلسيين  والفلاسفة الأيونيين مثل هرقليطس.
كانت الفلسفة الملطية موجهة بشكل أساسي  نحو الفيزياء (الظواهر الفيزيائية)، تقترح دراساتها للطبيعة نهجا مبتكرا اعتبر تقدما حاسما في تاريخ الفكر الغربي. حيث أنهم لم يستخدموا فقط الأساطير (الخرافات)، بل استخدمو أيضا مفاهيم أكثر  عقلانية (العناصر الأربعة، الجافة والرطب، الساخنة والباردة، وما إلى ذلك) من أجل شرح وتفسير الظواهر طبيعي. يمكن أعتبارها كأول تحقيقات «علمية» في مجال دراسة الطبيعة بالغرب.

## فلسفة الطبيعة
عرف كل واحد من هؤلاء الفلاسفة بطريقته الخاصة مايعرف بالمادة الأساسية، والمبدأ الذي شكل الكون، (أصل الأشياء) باعتباره يمثل مصدرا الحياة. اعتقد طاليس أن هذا العنصر هو الماء. لكن ونظرا لأنه كان من المستحيل تفسير أشياء معينة (مثل النار) على أنها مكونة من هذا العنصر، اختارت أناكسيماندر عنصرا آخر غير مرصود وغير معروف، أطلق علية اسم «أبيرون» («لانهائي»)  وخلص إلى أنه إذا عارض كل عنصر من العناصر الأربعة التقليدية المعروفة (الماء والهواء والنار والأرض) العناصر الثلاثة الأخرى، فإن أيا منها لا يمكن أن يشكل شكلا مستقرا من المادة. لذلك، يجب أن يكون هناك كيان آخر يأتي منه الآخرون، ويجب أن يكون ذلك العنصر الأساسي في كل شيء. آن ذاك كان مفهوم اللانهاية الزمنية مألوفا بالنسبة للعقل اليوناني من خلال المفهوم الديني للخلود، لذلك فإن وصف أناكسيماندر كان من المصطلحات المناسبة لهذا المفهوم. لكن الطابع غير المحدود لهذا العنصر جلب له الكثير من الانتقادات. مع ذلك، يبقى مفهوم الطاقة الحديثة، أكثر مماثلة للمفهوم الذي وضعه أناكسيماندر لما سماه «أبيرون».
المدرسة الملطية كانت سباقة أيضا لتفسير العديد من الظواهر الأخرى، على سبيل المثال أناكسيمينس الذي يقول أن عملية التبخر والتكثيف هي التي تحول الهواء إلى عناصر أو مواد أخرى مثل النار والرياح والسحب والماء والأرض.

## العلوم الكونية
الاختلافات بين هؤلاء الفلاسفة الثلاثة لم تقتصر فقط على طبيعة المسألة، بل إن كل واحد منهم قام بصياغة مفهومه الخاص للكون. حيث أن طاليس قال بأن الأرض (أو العالم) تطفو فوق الماء، كما أعطى اسم كوكب لبعض النجوم التي لاحظ حركتها. أما أناكسيماندر فقد وضع الأرض في وسط الكون، وقال بانها تطفو في مركز اللانهاية ولا يدعمها شيء، تبقى في مكانها بسبب حياديتها. يتألف الكون في نظره، من ثلاث عجلات تحيط بالأرض، الأولى هي الشمس التي وصفها بأنها هي أبعد الأشياء عن الأرض، والوسطى فهي القمر، أما أقربها فهي النجوم الثابتة. وفقا لنظريته، فإن ما نراه على شكل دوائر هو في الحقيقة عبارة عن ثقوب في هذه العجلات، هذه الثقوب هي من تسمح لنا برؤية نار عظيمة تحيط بالكون.